# جی‌ام‌اس
جی‌ام‌اس (به انگلیسی:Growling Mad Scientists، GMS) (به معنی: دانشمندان دیوانهٔ غُرغُرو) یک گروه موسیقی هلندی در سبک سایکدلیک ترنس (خلسهٔ روان‌گردان) و مستقر در شهر آمستردام است که از محبوبیت خاصی در این سبک از اواسط دههٔ نود تا به اکنون دارد. جی‌ام‌اس توسط ساجاهان متکین (ریکتم) و جوو کوینتروس (بانسی) در شهر آمستردام شکل گرفت.
دلیل انتخاب آمستردام به عنوان مقر گروه بین‌المللی بودن این شهر است.
جی‌ام‌اس در ساله ۱۹۹۹ اسپان رکورد را تأسیس کرد که اولین لیبل موسیقی سایکدلیک ترنس در ایالات متحده آمریکا و در ایبیزا در کشور اسپانیا است.

## تاریخچه
ریکتم وقتی که ۱۴ سالش بود با بانسی که در یک کافی شاپ با هم کار می‌کردند آشنا شد. وقتی ریکتم ۱۵ سالش بود مدرسه را ترک کرد و به هندوستان سفر کرد و به شهر گوا رفت تا در آنجا در میهمانیهای ترنس شرکت کند. بعد از بازگشتش به آمستردام در ساله ۱۳۷۴ به دومین سفر خود با بانسی به هندوستان رفت و در آنجا تصمیم به ساختن موسیقی با دوست خود بانسی گرفت و تشکیل گروه دانشمندان دیوانهٔ غُرغُرو یا جی‌ام‌اس. در حال حاضر هر ۲ عضو جی‌ام‌اس در شهر ابیزا زندگی می‌کنند و در حال دی‌جی‌گری و تولید موسیقی هستند.

## آلبوم‌ها
- ۱۹۹۷ - Chaos Laboratory
- ۱۹۸۸ - The Growly Family
- ۱۹۹۹ - GMS Vs. Systembusters
- ۲۰۰۰ - Tri-Ball University
- ۲۰۰۰ - The Hitz
- ۲۰۰۲ - No Rules
- ۲۰۰۳ - The Remixes
- ۲۰۰۵ - Emergency Broadcast System
- ۲۰۰۶ - Chaos Laboratory